# Sphaerochabria
Sphaerochabria là một chi bọ cánh cứng trong họ Chrysomelidae.
Chi này được miêu tả khoa học năm 1999 bởi Medvedev.

## Các loài
Chi này gồm các loài:
- Sphaerochabria nepalica Medvedev, 1999